# Sri Lanka Ranjana
De Sri Lanka Ranjana (Singalees: ශ්‍රී ලංකා රන්ජන) is een onderscheiding van de staat van Sri Lanka voor personen zonder de Sri Lankaanse nationaliteit. De onderscheiding wordt toegekend omwille van voorname diensten van zeer verdienstelijke aard. Na 2005 duurde het 12 jaar voordat Sri Lanka de ranjana opnieuw uitreikte; de daaropvolgende uitreiking vond dus plaats in 2017.

## Laureaten (selectie)

### 2005
In 2005 werd de onderscheiding toegekend door Pamela J. Deen.
- Baik Sung-hak[4] (oprichter Baik's Foundation; stichter van ziekenhuizen te Sri Lanka)[5][6];
- Evert Jongens (Nederland - oprichter van Stichting Nederland Sri Lanka)[7];
- Geoffrey Dobbs;
- Monica De Decker-Deprez (België - werkzaam voor het Royal Consular Corps Antwerp)[8];
- Raja Tridiv Roy (Pakistaans diplomaat);
- Robert Woods;
- Romesh Gunesekera (Britse auteur van Sri Lankaanse afkomst);
- Sung Woan-jong;
- Tadashi Noguchi;
- Wang Shihong;
- Wolfgang Stange.

### 2017
In 2017 verzorgde president Maithripala Sirisena de uitreiking. De laureaten waren:
- Sarath Gunapala;
- Siddharta Kaul.